# Jens Pedersen Mørk
Jens Pedersen Mørk (født 1721 i Helsinge, død 4. december 1780 i Ilimanaq) var en dansk kateket.
Mørk var født i 1721 i Helsinge, til bonde Peder Jensen. Begge forældre døde da han var ung, hvorefter Mørk i 1733 blev anbragt på et vajsenhus. Hans Egede fandt angiveligt Mørk højt begavet, og sendte ham derfor på Det Grønlandske Seminarium, hvor Mørk blev undervist i grønlandsk. 16. marts 1739 bliver Mørk sendt til Christianshåb, hvor han videre blev undervist i grønlandsk af Poul Egede. Mørk begyndte hurtigt at tale sproget flydende.
I 1746 ansøger Mørk om ægteskabstilladelse. Han bliver gift med grønlænderinden Okuna (1731-1796), som blev døbt og fik navnet Magdalena. De får 4 børn: Peder Jensen (1750-1810), Boletta Jensdatter (1760-1841), Lars Jensen (1762-1834) og Poul Jensen (1768-1805).
I 1752 hjælper han Niels Brønlund Bloch med at anlægge mission i Claushavn. Her bor han indtil han i 1755 bistod missionæren Severin Thrane i Jakobshavn. Efter Thranes selvmord i 1757 flytter Mørk tilbage til Claushavn. Her var han bosat resten af sit liv, hvor han var medhjælper for nye missionærer, og ofte også virkede som missionær, når der ikke var nogen bosat i byen. Han var også skolelærer, og prøvede at oprette en skole i Claushavn, som dog først skete efter hans død.
Mørk døde d. 4. december 1780, og blev begravet i Christianshåb d. 12. januar 1781.